# 遊戲之子
《遊戲之子》是日本TBS電視台於2022年10月16日至12月11日在「日曜劇場」時段播出的電視連續劇，由山崎賢人主演。
亞太地區由Disney+於10月起獨家上線。臺灣由緯來日本台於10月22日起每週六晚間10點跟播。

## 登場人物

### 主要人物
- 安積那由他：山崎賢人[1]（香港配音：黃積權）

人稱「遊戲界的班克斯」，無人知道其真實樣貌的年輕天才遊戲開發者。曾經以「John Doe」的名義獨立開發遊戲。現在遠離遊戲開發，在汽車維修工廠工作。「Atom玩具」的粉絲、收藏家。
- 菅生隼人：松下洸平[2]（香港配音：張方正）

為玩具開發設計&音樂製作的創作家；作為安積那由他的搭檔。知曉那由他的過去。
- 富永海：岸井雪乃（童年：中野美咲、少年：佐々木告 ）[2]（香港配音：黃昕瑜）

老字號玩具廠商「Atom玩具」的千金。
- 森田聰：岡部大[3]（香港配音：劉奕希）

店長。那由他學生時期的學長。知道他John Doe的身份。
- 富永繁雄：風間杜夫[3]（香港配音：陳永信）

第二代社長。海的爸爸。
- 八重樫謙吾：緒方義博[3]（香港配音：招世亮）

常務董事。公司的活字典。
- 各務英次：塚地武雅[3]（香港配音：陳卓智）

造型師。負責指導製作扭蛋人物模型。
- 小山田賢雄：皆川猿時[3]（香港配音：蕭徽勇）

神田分店的分店長。

### SAGAS
在遊戲業界佔領主導地位的大資本企業。
- 興津晃彥：小田切讓[4]（香港配音：蘇強文）

網路搜索引擎企業「SAGAS」社長。大學時期開始創業並使它發展為日本最大IT企業的能幹企業家。近年來，投入精力於網路遊戲業務，被稱為「遊戲界的黑船」。
- 吉崎誠：六角慎司[3]（香港配音：翟耀輝）

社長秘書。

### 彌生銀行
Atom玩具及SAGAS的主要銀行。海以前的工作場所。
- 井手大：馬場徹（日语：馬場徹）[3]（香港配音：曹啟謙）

負責融資。海的前輩。
- 鵜飼吉久：林泰文（第3話 - 第5話・第7話・最終話）（香港配音：李錦綸）

借調人員。「Atom玩具」財務顧問。

### 經濟產業省
- 堂島由里子：西田尚美（第4話 - ）（香港配音：曾秀清）

事務次官。

### 網咖
那由他租下的網咖。
- 杉野結衣：飯沼愛[3]（香港配音：葉曉欣）

打工店員。

### 其他人物
- 相良晶：玄 理（日语：玄理）[3]（香港配音：張頌欣）

幫助遊戲販賣及獨立開發者的出版商。
- 緒方奏繪：戶田菜穗[3]（香港配音：林元春）

知曉那由他與隼人過去的人物。
- 緒方公哉：柳俊太郎[5]（香港配音：李安邦）

奏繪的兒子。
- 宮澤紗織：麻生祐未（第7話 - 最終話）（香港配音：沈小蘭）

大財閥「宮澤家族辦公室」社長。
- 伊原總一郎：山崎努（第8話・最終話）（香港配音：黃子敬）

紡生命前會長，擁有「SAGAS」8％股份。

### 客串角色

#### 第1話
- 尋求融資的客戶：河野安郎（香港配音：關令翹）
- 維修廠廠長：仲義代（第6集）（香港配音：黃子敬）

那由他曾工作的汽車維修廠「微笑公司」的廠長。
- 顧客：坂口小百合（香港配音：梁少霞）

「微笑公司」的顧客，埋怨那由他的工作速度太慢。
- JINTAN：福島暢啓（第2、5集）

電子遊戲玩家。 贏得在遊戲展上舉行的 SAGAS 遊戲「Smash Slide 3」的錦標賽。
- 小池：渡邊慎一郎（香港配音：雷霆）

繁雄的主治醫生。
- 香織：正木佐和（香港配音：謝潔貞）

繁雄的前妻。海的母親。
- K·拉馬錢德蘭：インゴ（香港配音：潘文柏）

投資會社的社長。網咖的常客。

#### 第2話
- 關口明
- 內堀克利
- GAME JAM管理人員：福島暢啓（香港配音：李鎮然）

那由他等人參加的遊戲大賽的管理人員。 向參與者解釋活動日程。

#### 第3話
- 和Atom玩具有業務往來的公司社長：須間一也（香港配音：盧國權）
- 四宮：奥村アキラ（香港配音：黃啟昌）

那由他在電梯內尋求募資的對象。
- 投資家：Steve Wiley

Game to Match會場中的外籍投資家。

#### 第4話
- 中野真希：伊藤梨沙子（香港配音：詹健兒）（第7話・第8話・最終話）

恢復《ATOM世界》資料的外判人員。 負責角色修復。 亦請求將資料上傳送到雲端。
- 堀越：岩本晟夢（香港配音：鍾見麟）

恢復《ATOM世界》資料的外判人員。 負責道具恢復。
- 澤田：中村隆希（第7話 - 最終話）（香港配音：胡家豪）

恢復《ATOM世界》資料的外判人員。負責背景修復。
- 友：関本柊（香港配音：鄧志堅）

中野的同居。
- 玩具店老闆：三宅重信、髙野光一（香港配音：盧國權、葉振聲）

收到八重樫的請求，來借用舊Atom玩具。
- Atom玩具愛好者：大山雄史（香港配音：黃啟昌）

應玩具店老闆的要求，向八重樫借出舊Atom玩具。

#### 第5話
- 記者：福島暢啓（香港配音：李鎮然）

在 SAGAS 總部採訪興津。
- 侍酒師：磯崎義知

SAGAS的侍酒師。
- 神技：岡野陽一（香港配音：鄧志堅）

熱門遊戲評論 Youtuber。
- Kiyo：キヨ（香港配音：梁偉德）

人氣 Youtuber。
- 女 Youtuber：吉武千颯（香港配音：陳皓宜）
- 秋葉原的「查理機械人」粉絲：平木幹太（香港配音：李致林）
- 來自法國的 「查理機械人」粉絲：MAXIMILIEN（香港配音：麥皓豐）
- 來自澳洲的 「查理機械人」粉絲：Ryan Brynelson（香港配音：黃啟昌）
- 來自巴西的 「查理機械人」粉絲：オジエル・ノザキ（香港配音：麥皓豐）
- 來自秋田的 「查理機械人」粉絲：高橋名人（香港配音：葉振聲）
- 日本遊戲大賞主持人：八神德幸、中村英香（香港配音：陳欣、梁少霞）
- 萩原：安藤彰則（香港配音：張錦江）

彌生銀行職員

#### 第6話
- 中西美佐子：加藤羅莎（香港配音：劉惠雲）

翔太的母親。
- 中西翔太：岩川晴（香港配音：陸惠玲）

美沙子的兒子。 三木南小學的小學生。
- 上田真紀：原田佳奈（香港配音：魏惠娥）

保育園學生的家長。
- 上田在PTA上的好友：中村まゆみ、今井美幸（香港配音：陳琴雲）
- 保育園老師：中井千聖（香港配音：廖欣怡）
- 的士公司員工：（香港配音：張錦江）

按隼人的要求，提供前往三木南小學路上發生的交通意外紀錄。
- 花店老闆：（香港配音：黃子敬）

為合作開發《上學去 三木南小學編》電子遊戲的八重樫提供意見。
- 副校長：長野克弘（香港配音：葉振聲）
- 木內：森下亮（香港配音：潘文柏）

隼人在SUBARU工作的上司。
- 投資客：木本夕貴（香港配音：凌晞）

向彌生銀行申請貸款的客戶。
- 評論員：永滝元太郎（香港配音：黃啟昌）
- 報導員：大滝樹（香港配音：鄭麗麗）
- 地產經紀：辻本耕志（香港配音：雷霆）

#### 第7話
- Tim：モクタール（第8話・最終話）（香港配音：陳耀楠）

來自西雅圖的Programmer，「John Doe」粉絲。能說流利日文。
開發名為“Afixton”的臉部辨識系統，並以其名字創立公司。
- 佐佐木：阿久津仁愛（第8話・最終話）（香港配音：關令翹）

「ATOM之童」的新員工。
- 武田：水野智則（香港配音：梁志達）

「武田塗料」社長。
- 宮澤的秘書：沖原一生（第8話）
- 的場：上川周作（第8話・最終話）（香港配音：李凱傑）

SAGAS開發辦公室主任。
- 記者：山本啓之（香港配音：李鎮然）
- 佐伯利奧：伊勢大貴（第8話・最終話）

SAGAS 開發辦公室員工。

#### 第8話
- 高橋：谷田步（最終話）（香港配音：雷霆）

宮澤的貼身助手。
- 優里：平岡美由（最終話）（香港配音：許盈）

伊原的看護。
- 記者：西野大作（最終話）（香港配音：麥皓豐）
- 刑警：高久慶太郎（最終話）（香港配音：陳欣）、メガマスミ（最終話）（香港配音：梁偉德）
- 三浦幸司、宮本重次、下田篤弘：石川誠（最終話）（香港配音：雷霆）、西將暉（最終話）（香港配音：梁志達）、細瀏敬史（最終話）

SAGAS 職員。
- SAGAS 職員：小林博（最終話）

#### 第9話（最終話）
- 奧委會委員：Roberto C

## 製作團隊
- 編劇：神森萬里江、畠山隼一
- 劇本協力：畠山隼一、兒玉宣勝
- 旁白：神田伯山
- 配樂：大間間昂
- 協力：海洋堂、PlayStation、Disney+
- 製作人：中井芳彥、益田千愛
- 導演：岡本伸吾、山室大輔、大內舞子、多胡由章
- 製作著作：TBS

## 播出日程
- 第1話加長25分鐘（21:00 - 22:19）。
- 第2話加長15分鐘（21:00 - 22:09）。
- 最終話加長10分鐘（21:00 - 22:04）。

| 集數                                                                      | 播出日期 | 標題 | 編劇       | 導演     | 收視率 |
| ------------------------------------------------------------------------- | -------- | ---- | ---------- | -------- | ------ |
| Stage1                                                                    | 10月16日 |      | 神森萬里江 | 岡本伸吾 | 08.9%  |
| Stage2                                                                    | 10月23日 |      | 神森萬里江 | 岡本伸吾 | 10.6%  |
| Stage3                                                                    | 10月30日 |      | 神森萬里江 | 山室大輔 | 09.1%  |
| Stage4                                                                    | 11月06日 |      | 神森萬里江 | 大内舞子 | 10.4%  |
| Stage5                                                                    | 11月13日 |      | 神森萬里江 | 岡本伸吾 | 09.3%  |
| Stage6                                                                    | 11月20日 |      | 畠山隼一   | 多胡由章 | 09.3%  |
| Stage7                                                                    | 11月27日 |      | 神森萬里江 | 山室大輔 | 08.9%  |
| Stage8                                                                    | 12月04日 |      | 神森萬里江 | 大内舞子 | 09.6%  |
| Final Stage                                                               | 12月11日 |      | 神森萬里江 | 岡本伸吾 | 10.2%  |
| 平均收視率 9.6%（收視率由Video Research調查關東地區、家戶的即時統計資料） |          |      |            |          |        |

## 外部連結
- 官方网站－TBS（日語）
- 遊戲之子的X（前Twitter）（日語）
- 遊戲之子的Instagram帳戶（日語）
- 遊戲之子－緯來日本台

| 日本 TBS電視台 日曜劇場                    | 日本 TBS電視台 日曜劇場                     | 日本 TBS電視台 日曜劇場 |
| ------------------------------------------ | ------------------------------------------- | ----------------------- |
|                                            | 原子之子 （2022年10月16日－2022年12月11日） |                         |
| OLD ROOKIE （2022年6月26日－2022年9月4日） | Get Ready! （2023年1月8日－2023年3月12日）  |                         |

| 臺灣 緯來日本台 每週六 22:00 - 23:00                    | 臺灣 緯來日本台 每週六 22:00 - 23:00        | 臺灣 緯來日本台 每週六 22:00 - 23:00 |
| ------------------------------------------------------- | ------------------------------------------- | ------------------------------------ |
|                                                         | （2022年10月22日－2022年12月17日）          |                                      |
| 魔法翻新！住宅改造女王 （2022年7月23日－2022年9月24日） | 女神的教室 （2023年1月14日－2023年3月25日） |                                      |

| 香港 無綫電視J2 星期六 23:00 - 00:00 · 2023年11月4日 23:00 - 00:25 · 2023年11月11日 23:00 - 00:15 · 2023年12月16日 23:30 - 00:30 · 2023年12月30日 23:00 - 00:05 | 香港 無綫電視J2 星期六 23:00 - 00:00 · 2023年11月4日 23:00 - 00:25 · 2023年11月11日 23:00 - 00:15 · 2023年12月16日 23:30 - 00:30 · 2023年12月30日 23:00 - 00:05 | 香港 無綫電視J2 星期六 23:00 - 00:00 · 2023年11月4日 23:00 - 00:25 · 2023年11月11日 23:00 - 00:15 · 2023年12月16日 23:30 - 00:30 · 2023年12月30日 23:00 - 00:05 |
| --- | --- | --- |
| | （2023年11月4日－2023年12月30日） | |
| 老將新町 （2023年8月26日－2023年10月28日） | — | |